# Конвой HX 47
Конвой HX 47 (англ. Convoy HX 47) — конвой транспортних і допоміжних суден у супроводженні кораблів ескорту, який прямував від канадського Галіфаксу до Ліверпуля. Конвой серії HX був 47-й за ліком, і піддався атаці двох німецьких підводних човнів, втративши три з 58 суден на маршруті руху до берегів Англії.

## Історія
Конвой HX 47 формувався з двох частин, що пливли з Америки до Європи. 2 червня 1940 року основний склад конвою з 37 суден вийшов з Галіфаксу під ескортом озброєного торговельного судна комодора конвою Б.Тесіджера. У відкритому океані до них приєдналися ще кораблі супроводження. Два судна відстали від конвою; «Рейндсфьорд» був пошкоджений унаслідок зіткненні з грецьким пароплавом і повернувся на ремонт, а інший повернувся в порт Портленда для розмагнічування.
8 червня до конвою приєдналися судна проміжного конвою BHX 47 — 21 корабель з Карибського басейну та Південної Америки, що зосередилися на Бермудських островах.
Проти конвою HX 47 вийшли лише два німецькі підводні човни, що наблизилися до конвою у Південно-західних підходах, U-38 та U-47; ще один U-32, знаходився далі на захід, але конвой не атакував.
14 червня назустріч конвою HX 47 прибули кораблі ескорту від сил Західних підходів. Під час руху три судна випали з конвою; з них, поодиноке суховантажне судно «Балморалвуд» (5 834 тонн), було виявлено U-47 і затоплене у 70 милях від мису Клір-Айленд на півдні Ірландії.
Того вечора U-38 напав на грецьке вантажне судно Mount Myrto, який автономно рухався в цьому регіоні океану. Побачився судна конвою HX 47, німецька субмарина кинула грецький суховантаж тонути, і вирушила назустріч конвою. Опівночі 14/15 червня U-38 затопив два судна, танкер «Італія» та вантажне судно «Ерік Бойє».
17 червня головні сили конвою дісталися Ліверпуля.

## Кораблі та судна конвою HX 47
Позначення

### Транспортні судна
| Назва                        | Прапор          | Тоннажність (GRT) | Прим.                                                                                 |
| ---------------------------- | --------------- | ----------------- | ------------------------------------------------------------------------------------- |
| Aegeon (1919)                | Греція          | 5 285             | Алюміній та пульпа                                                                    |
| Andreas (1919)               | Греція          | 6 566             | Пшениця                                                                               |
| Anna Mazaraki (1913)         | Греція          | 5 411             | Пшениця                                                                               |
| Annavore (1921)              | Норвегія        | 3 324             | Мідь і генеральні вантажі                                                             |
| Argos Hill (1922)            | Велика Британія | 7 178             | Сталь                                                                                 |
| Ashby (1927)                 | Велика Британія | 4 868             | Пшениця                                                                               |
| Askeladden (1920)            | Норвегія        | 2 496             | Будівельні ліси                                                                       |
| Balmoralwood (1937)          | Велика Британія | 5 834             | Пшениця та 4 літаки на палубі 6 червня відстав 14 червня потоплений U-47: 41 вцілілий |
| Beaverbrae (1928)            | Велика Британія | 9 956             | Генеральні вантажі                                                                    |
| Beaverhill (1928)            | Велика Британія | 10 041            | Генеральні вантажі                                                                    |
| Blairspey (1929)             | Велика Британія | 4 155             | Сталь та ліс                                                                          |
| Boston City (1920)           | Велика Британія | 2 870             | Генеральні вантажі                                                                    |
| Briarwood (1930)             | Велика Британія | 4 019             | Будівельні ліси                                                                       |
| British Captain (1923)       | Велика Британія | 6 968             | Бензин                                                                                |
| British Faith (1928)         | Велика Британія | 6 955             | Бензин                                                                                |
| British Prince (1935)        | Велика Британія | 4 879             | Генеральні вантажі                                                                    |
| Cairnvalona (1918)           | Велика Британія | 4 929             | Генеральні вантажі                                                                    |
| Capsa (1931)                 | Велика Британія | 8 229             | Сира нафта                                                                            |
| Clydebank (1925)             | Велика Британія | 5 156             | Сталь та кокс                                                                         |
| Comedian (1929)              | Велика Британія | 5 122             | Бавовна та лісоматеріали                                                              |
| Diplomat (1921)              | Велика Британія | 8 240             | Генеральні вантажі                                                                    |
| Dornach (1939)               | Велика Британія | 5 186             | Пшениця                                                                               |
| Egda (1939)                  | Норвегія        | 10 050            | Нафта                                                                                 |
| El Aleto (1927)              | Велика Британія | 7 203             | Сира нафта                                                                            |
| Elax (1927)                  | Велика Британія | 7 403             | Паливо                                                                                |
| Erik Boye (1924)             | Канада          | 2 238             | Пшениця Потоплений U-38: 22 вцілілих                                                  |
| F J Wolfe (1932)             | Панама          | 12 190            | Сира нафта                                                                            |
| Ferncastle (1936)            | Норвегія        | 9 940             | Паливо                                                                                |
| Georgios G (1918)            | Греція          | 4 289             | Генеральні вантажі                                                                    |
| Georgios Potamianos (1913)   | Греція          | 4 044             | Генеральні вантажі                                                                    |
| Germanic (1936)              | Велика Британія | 5 352             | Зерно                                                                                 |
| Harborough (1932)            | Велика Британія | 5 415             | Зерно                                                                                 |
| Hartbridge (1927)            | Велика Британія | 5 080             | Пшениця                                                                               |
| Hellen (1921)                | Норвегія        | 5 289             | Брухт                                                                                 |
| Hoyanger (1926)              | Норвегія        | 4 624             | Деревна маса та піломатеріали                                                         |
| Italia (1939)                | Норвегія        | 9 973             | 13 000 тонн авіаційного спирту Потоплений U-38: 19 загинуло, 16 вцілілих              |
| Kenbane Head (1919)          | Велика Британія | 5 225             | Генеральні вантажі                                                                    |
| Loke (1915)                  | Норвегія        | 2 421             | Мідь                                                                                  |
| Manchester Citizen (1925)    | Велика Британія | 5 343             | Генеральні вантажі                                                                    |
| Masunda (1929)               | Велика Британія | 5 250             | Залізна руда                                                                          |
| Nailsea Manor (1937)         | Велика Британія | 4 926             | Зерно                                                                                 |
| Northumberland (1915)        | Велика Британія | 11 558            | Генеральні вантажі                                                                    |
| Octavian (1938)              | Норвегія        | 1 345             | Деревна маса                                                                          |
| Pacific Pioneer (1928)       | Велика Британія | 6 734             | Генеральні вантажі                                                                    |
| Randsfjord (1937)            | Норвегія        | 3 999             | Пшениця та генеральні вантажі                                                         |
| Regent Panther (1937)        | Велика Британія | 9 556             | Бензин                                                                                |
| Saimaa (1922)                | Фінляндія       | 2 001             | Генеральні вантажі                                                                    |
| Salacia (1937)               | Велика Британія | 5 495             | Лісоматеріали                                                                         |
| San Adolfo (1935)            | Велика Британія | 7,365             | Паливний мазут (FFO)                                                                  |
| Saturnus (1940)              | Швеція          | 9 965             | Паливо                                                                                |
| Southgate (1926)             | Велика Британія | 4 862             | Сталь та лісоматеріали                                                                |
| Storanger (1930)             | Норвегія        | 9 223             | Корабельний мазут                                                                     |
| Temple Inn (1940)            | Велика Британія | 5 218             | Цукор                                                                                 |
| Theodoros Coumantaros (1917) | Греція          | 5 709             | Цукор                                                                                 |
| Thiara (1939)                | Велика Британія | 10 364            | Паливно-мастильні матеріали                                                           |
| Ulysses (1918)               | Нідерланди      | 2 666             | Генеральні вантажі                                                                    |
| Vinemoor (1924)              | Велика Британія | 4 359             | Пшениця та лісоматеріали                                                              |
| Zurichmoor (1925)            | Велика Британія | 4 455             | Сталь та ліс                                                                          |

### Кораблі ескорту
| Назва             | Прапор                        | Тип корабля                | Прим.                                    |
| ----------------- | ----------------------------- | -------------------------- | ---------------------------------------- |
| HMS Ascania       | Велика Британія               | Озброєне торговельне судно | Океанський ескорт: 31 травня — 8 червня  |
| HMS Esperance Bay | Велика Британія               | Озброєне торговельне судно | Океанський ескорт: 2 — 15 червня         |
| «Фої»             | Велика Британія               | Шлюп типу «Шоргам»         | Ескорт у Західних підходах: 14-17 червня |
| «Пензанс»         | Велика Британія               | Шлюп типу «Гастінгс»       | Ближній ескорт Бермудів: 31 травня — ?   |
| «Сагне»           | Військово-морські сили Канади | Есмінець типу «Рівер»      | Ближній ескорт Галіфакса: 2-3 червня     |
| «Сендвіч»         | Велика Британія               | Шлюп типу «Бріджвотер»     | Ескорт у Західних підходах: 14-17 червня |

## Підводні човни
| Назва | Тип  | ВМС         | Дата атаки на конвой       | Прим.                                                             |
| ----- | ---- | ----------- | -------------------------- | ----------------------------------------------------------------- |
| U-38  | IXA  | Крігсмаріне | 14 червня 1940             | потопив Italia, Erik Boye                                         |
| U-47  | VIIB | Крігсмаріне | не було контакту з конвоєм | 14 червня 1940 року потопив Balmoralwood, який відстав від конвою |